# Gottfried Christian Freiesleben
Gottfried Christian Freiesleben (* 7. April 1716 in Altenburg; † 27. Juni 1774 in Gotha) war ein deutscher Bibliothekar, Übersetzer und Schriftsteller, der auch das Pseudonym Michael Nostradamus der Jüngere nutzte.

## Leben

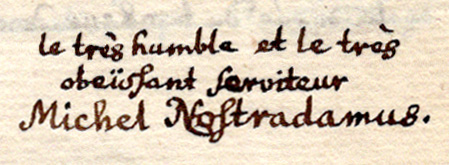
Unterschrift als Michel Nostradamus im Widmungsexemplar von Neue Prophezeihungen und Kalenderpraktik an Ernst II. von Sachsen-Gotha-Altenburg, 1760

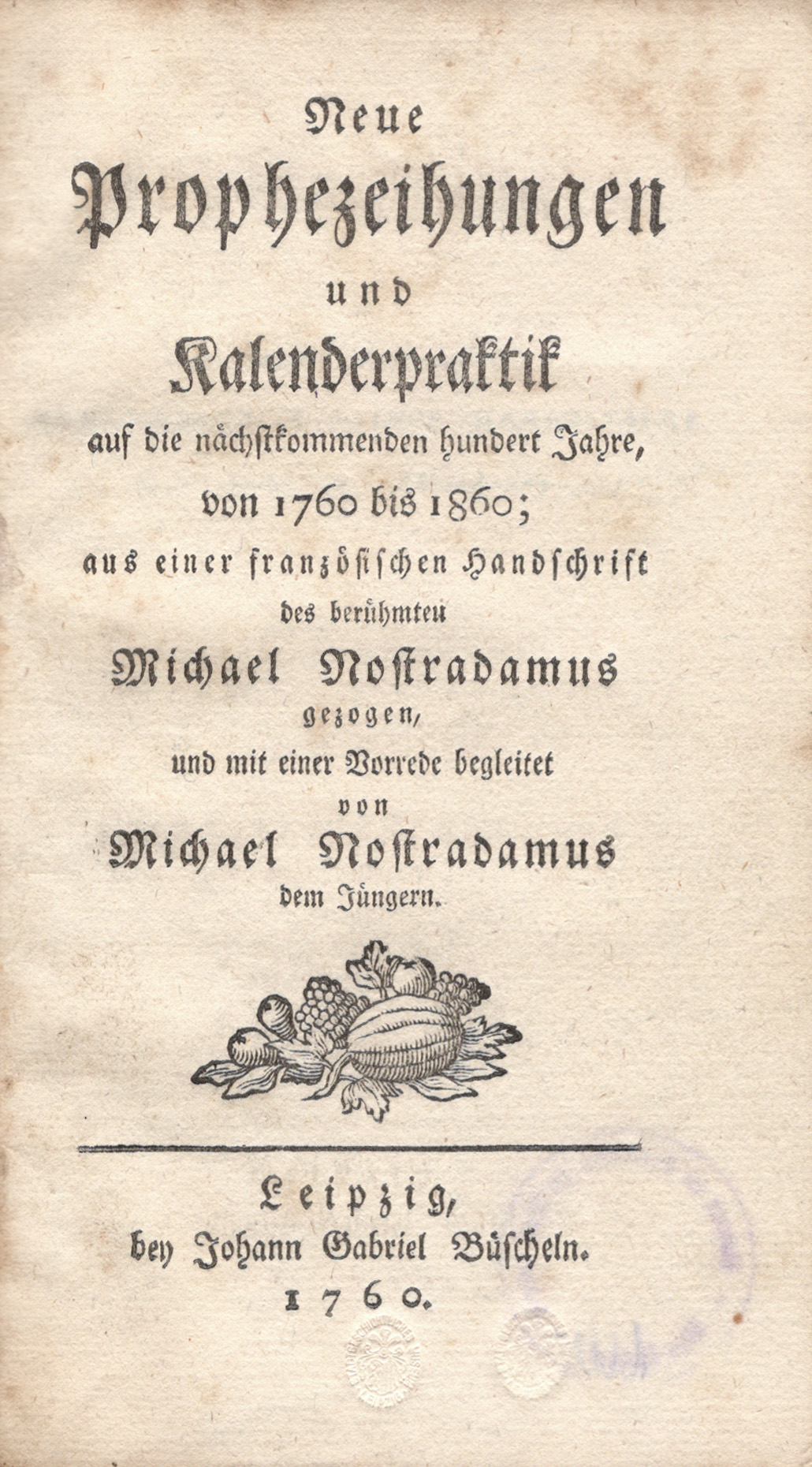
Titelblatt Neue Prophezeihungen und Kalenderpraktik, 1760

Freiesleben war der Sohn des Altenburger Geheimen Kammersekretärs Heinrich Ludwig Freiesleben (1657–1726) und dessen Frau Anna Dorothea (* 1682). Ab 1731 studierte er Jura an den Universitäten Jena und Leipzig. Anschließend arbeitete er zunächst ab 1736 als Privatsekretär und Bibliothekar für den Gouverneur von Dresden Heinrich Friedrich von Friesen. 1738 übernahm er die gleiche Position beim Diplomaten Gustav Adolf von Gotter, wo er die Bibliothek Gotters im Schloss Molsdorf erschloss. Von 1740 bis zu seinem Tod war er als herzoglicher Sekretär und Bibliothekar in der Gothaer Hofbibliothek tätig und betreute sowie erschloss die Privatbibliotheken der Herzogin Luise Dorothea von Sachsen-Gotha-Altenburg und ihres Ehemannes Friedrich III. 1754 wurde Freiesleben Mitglied der Gesellschaft der freyen Künste zu Leipzig, 1765 wurde er zum Sächsisch-Gothaischen Hofrat ernannt.
Er trat vor allem als Übersetzer von Voltaire und als Verfasser französischsprachiger Gelegenheitsdichtungen in Erscheinung. Unter dem Pseudonym Michael Nostradamus der Jüngere veröffentlichte Freiesleben 1760 eine Übersetzung Nostradamus’ bezüglich die Jahre 1760 bis 1860 betreffend. Er korrespondierte 1752 mit Voltaire, der sich von der Freieslebenschen Micromégas-Übersetzung und dessen Vorwort sehr angetan zeigte, und zwischen 1751 und 1762 mit Johann Christoph Gottsched. Letzterer Briefwechsel animierte ihn zu einem Buch, in dem er sich 1760 mit dessen Nöthigem Vorrath zur Geschichte der deutschen dramatischen Dichtkunst auseinandersetzte. Außerdem verfasste Freiesleben geistliche Lieder.
Freiesleben war ab 1736 mit Henriette Friederike Ardin († 1775) verheiratet, aus der Beziehung ging ein früh verstorbener Sohn (Johann Friedrich Freiesleben, 1737–1738) hervor.

## Werke (Auswahl)
- Memoriam Weberorum virtute et eruditione clarorum venerabatur [...]. Richter, Altenburg 1732.
- Difficillima emancipationis Romanae et Germanicae capita. [Dissertation]. Fickelscherr, Jena 1742 (Digitalisat der Bayerischen Staatsbibliothek München).
- L'huitre et les souris. Fable. Dediée a son altesse serenissime Madame la Duchesse de Saxe-Gothe et Altenbourg. Gotha 1750. (Digitalisat der SLUB Dresden, abgerufen am 17. November 2019).
- Ode sur le retour de son altesse serenissime Monseigneur le Prince hereditaire de Saxe-Gothe et Altenbourg. Gotha 1750. (Digitalisat der SUB Göttingen, abgerufen am 17. November 2019).
- Falschheit der neuen Propheten. 5 Bände. Richter, Altenburg 1751–1758.
- [als Übersetzer]: Voltaire: Mikromegas. Georg Conrad Walther, Dresden 1752. (Digitalisat der Bayerischen Staatsbibliothek, abgerufen am 17. November 2019).
- Maximes de morale tirées de poesies d'Horace et re duites en forme de jeu. Gotha 1759. (Digitalisat von Google Books, abgerufen am 17. November 2019).
- Kleine Nachlese, zu des berühmten Herrn Professor Gottscheds nöthigem Vorrathe zur Geschichte der deutschen dramatischen Dichtkunst. Johann Michael Teubner, Leipzig 1760. (Digitalisat von Google Books, abgerufen am 17. November 2019).
- [unter dem Pseudonym Michael Nostradamus der Jüngere Vorwort und Übersetzung]: Neue Prophezeihungen und Kalenderpraktik auf die nächstkommenden hundert Jahre, von 1760 bis 1860. Aus einer französischen Handschrift des berühmten Michael Nostradamus gezogen. Johann Gabriel Büschel, Leipzig 1760. (Digitalisat von Google Books, abgerufen am 17. November 2019).
- Gotha. [Bericht aus Gotha über die Hauschronik der Familie Leibniz]. In: Gothaische gelehrte Zeitungen 1 (1774), Nr. 26 vom 16. April und Nr. 28 vom 23. April, S. 201–206 und 217–219 (Digitalisat Teil 1 und Digitalisat Teil 2 von ANNO. Historische österreichische Zeitungen und Zeitschriften, abgerufen am 7. Januar 2025).[5]